# هورسفلدية متناثرة
هورسفلدية متناثرة (الاسم العلمي:Horsfieldia sparsa) هي نوع هجين من النباتات تتبع جنس الهورسفلدية من الفصيلة البسباسية.